# Dr. Watson (Windows)
Dr. Watson byl debugger systému Microsoft Windows. Zprvu byl určen pro rané verze Windows NT, posléze se dostal i do domácích verzí – například Windows 95, ve Windows XP byl sloučen s dalším obdobným programem – Zasílání zpráv o chybách systému Windows.

## Přehled
Microsoft si uvědomoval, že čas od času může vlivem chyby v kódu nebo nepředpokládané výjimky dojít ke zhroucení programu, což se může stát kdykoliv a u kteréhokoliv softwaru. Dále si uvědomoval, že taková zhroucení mohou způsobovat ztrátu dat a znepříjemňovat práci. Aby usnadnil uživatelům odesílání zpětné vazby Microsoftu a programátorům zisk informací o okolnostech, které ke zhroucení programu vedly, začal pracovat na programu, který by sesbíral všechny informace o událostech v počítači, sestavil z nich záznam (anglicky log) a ten pak odeslal jednak do Microsoftu, a pak tvůrcům příslušného programu. Ze získaných dat by pak mohli pracovníci Microsoftu najít případné chyby v kódu systému a odstranit tak neočekávané a nedořešené problémy.
Tým Microsoftu načal na programu pracovat pod pracovním názvem „Project Sherlock“, inspiroval se u jména postavy detektiva Sherlocka Holmese. Jednalo se o metaforu – Sherlock Holmes jako detektiv řeší případy tím, že sesbírává stopy, které mohou odkrýt viníka případů; stejně pracuje program – sesbírává stopy (data), které mohou odkrýt důvody, proč se program zhroutil a kde je skryt problém. Nakonec se však programátoři rozhodli zvolit jako finální název jméno postavy Dr. Watsona.